# Pholis gunnellus
Espèce
La gonnelle (aussi orthographiée gonelle) ou Sigouine de roche, Pholis gunnellus, est une espèce de poissons marins appartenant à la famille des Pholidae.

## Répartition
La gonnelle se rencontre en Atlantique nord-ouest et en Atlantique nord-est, du Sud de la France au Nord de la Norvège ainsi qu'en mer du Nord.